# Mongol hadjáratok Japán ellen

Szuenaga szamuráj szembeszáll a mongol nyilakkal és robbanószerekkel. 1293 körüli tusrajz

A Japán ellen intézett 1274 és 1281 évi sikertelen mongol támadások nem csupán helyi jelentőségű események voltak, hanem a hódító Mongol Birodalom első jelentős kudarcaként az egész távol-keleti történelem menetére is hatást gyakoroltak. A két inváziós kísérlet visszaverése mindmáig a japán nemzeti múlt legdicsőbb eseményei közé tartozik, amely például számos elbeszélő szépirodalmi műnek is alapjául szolgált. E küzdelmek során jelent meg először a japán történelemben a kamikaze, az „isteni szél” fogalma. Megjegyzendő ezenkívül, hogy a második világháború végének kivételével, az elmúlt 1500 év során ez volt az egyetlen eset a szigetország történetében, amikor egy idegen hatalom az ország megszállásával próbálkozott.
A Japán elleni hadjáratokkal majdnem egy időben a mongol haderő Szahalin szigetén is tett inváziós kísérleteket, ahol rövidebb-hosszabb időre függésbe kényszerítették a helyi ainu törzseket, de ez nem veszélyeztette a továbbiakban Japánt, ugyanis Szahalin inkább csak mongol befolyás és adózás alá került.

## Előkészületek

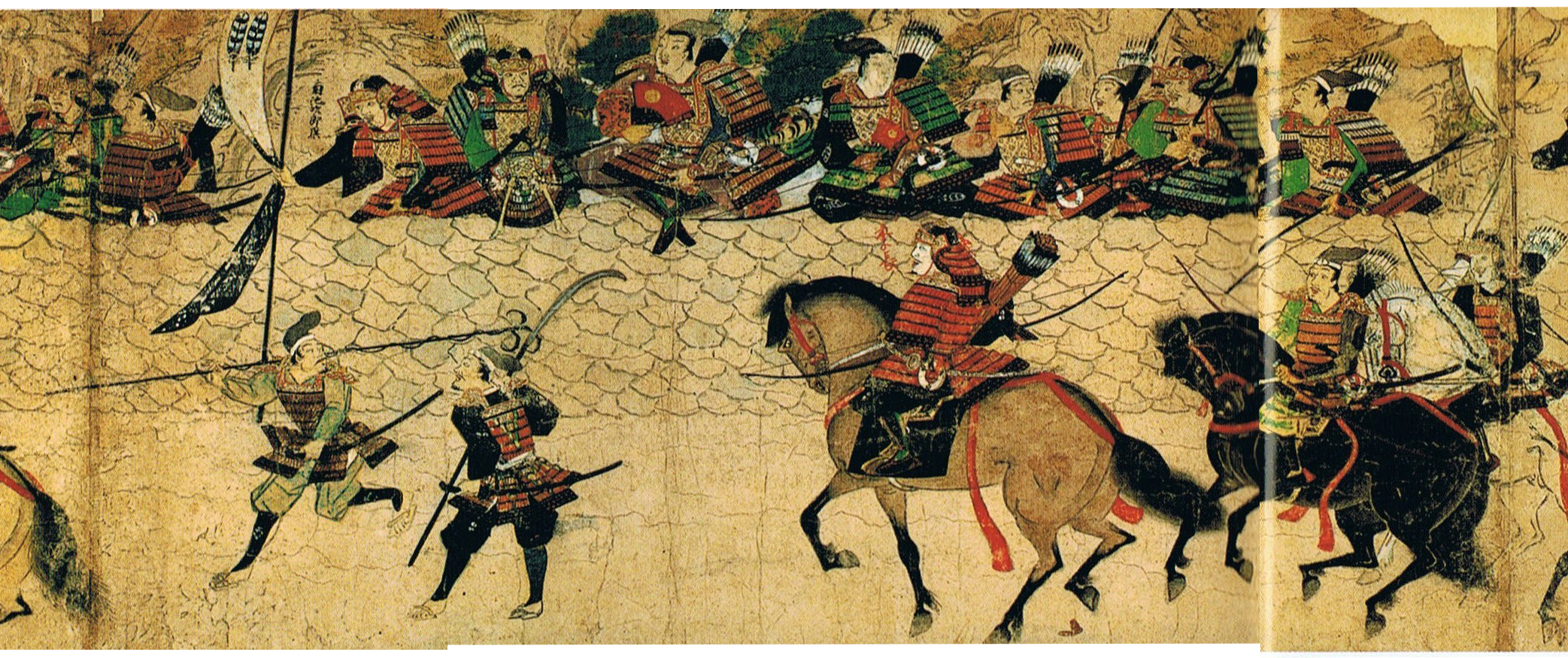
A tenger felől támadó mongolok visszaverése Hakatában (Fukuoka tartomány), 1293 körüli tusrajz

1259-ben Kubiláj kán kínai császárrá koronáztatta magát és 1264-ben Pekinget tette meg a Mongol Birodalom fővárosává. Ezt követően Koreát is leigázta, majd két évvel később követeket küldött a szomszédos szigetállamba, Japánba is, a mongol fennhatóság elismerését követelve. A japán uralkodó azzal érvelt, hogy országa túl nagy, addig Mongólia elég kicsi, ezért nem ismerheti el a fennhatóságát.

Miután a követek eredménytelenül tértek meg, Kubilaj 1268-ban újabb követeket küldött, a szigetország katonai lerohanását helyezve kilátásba. Azonban ezek a követek is elutasító választ kaptak. Mindkét küldöttséget a nyugati védelmi ügyek minisztere (csinzei bugjó) fogadta, aki a követek üzenetét a Kamakurában kormányzó sógunnak és a Kiotóban székelő japán császárnak továbbította. 
Ezután további követjárásokra is sor került, részben koreai küldöttségek, részben mongol követek útján. A sógun kormányzótanácsa (bakufu) elrendelte, hogy mindazok a hűbérurak, akiknek a Korea felőli tengeri támadásnak leginkább kitett Kiusu tartományban volt a birtokuk, valamennyi haderejüket készenlétbe állítsák az ellenség lehetséges nyugati partraszállási pontjainak védelmére. Emellett nagyszabású imaszertartásokat tartottak és a kormány minden egyébirányú ügyét elnapolva válságstábot hoztak létre.

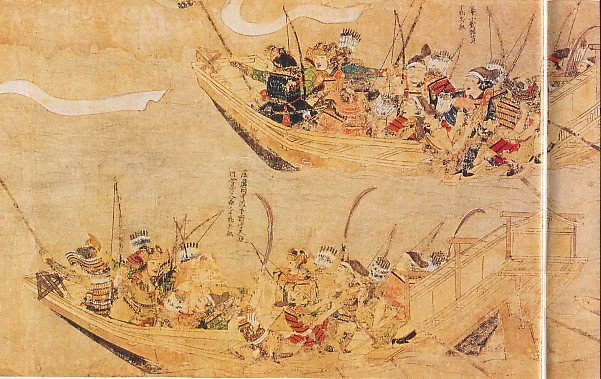
Japán–mongol tengeri ütközet. 1293 körüli tusrajz

## Első mongol hadjárat
A kán először 1268-ban akarta megindítani a támadást, de a koreaiak ekkor még nem tudtak kiállítani megfelelő méretű hadsereget és hajóhadat. Ezért 1273-ban segítségül a saját haderejét küldte Koreába. A mongol seregek azonban Koreában nem találtak elegendő takarmányt a lovaik ellátásához, így hamarosan visszatértek Kínába. 
Végül 1274-ben elkészült a mongol flotta; 300 nagy és 400-500 kisebb hajóból állt, fedélzetükön 15 000 mongol és kínai, valamint 8 000 koreai harcossal, illetve a mongolok lovaival. Könnyedén elfoglalták Cusima és Iki szigetét, majd november 19-én szálltak partra Japán harmadik legnagyobb szigetén, Kjúsún. A partraszállás helyén, a Hakatai-öbölben másnap összecsaptak a japánokkal (hakatai csata). A mongoloknak jobb fegyvereik és nagyobb harci tapasztalatuk volt, de a támadásra hónapok óta készülő, nagyobb létszámú japán sereg megállította őket, majd az éjszaka kitört vihar visszavonulásra kényszerítette a támadókat.

## Második mongol hadjárat

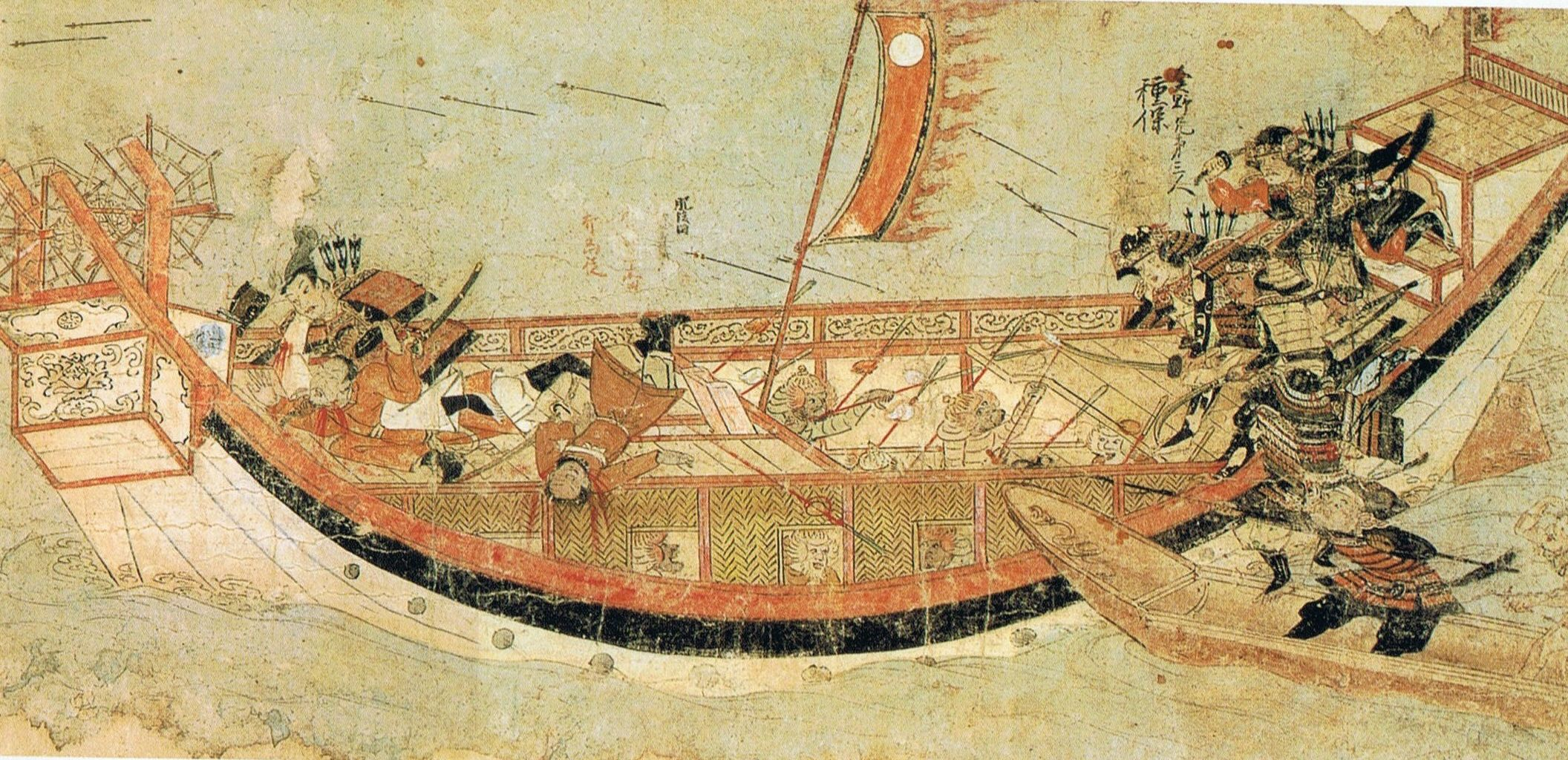
1281: japán szamurájok egy mongol hajó fedélzetén. 1293 körüli tusrajz

1275 elejétől kezdve a japánok folyamatosan erősítették a védelmüket, mivel biztosak voltak benne, hogy újabb támadások lesznek. Erődöket építettek több lehetséges partraszállási helyen, beleértve a Hakatai-öblöt is. Eközben Korea királya többször próbálta meggyőzni a mongolokat, hogy tegyenek le az inváziós terveikről.
1281 tavaszán a mongolok kínai flottája még mindig nem állt készen, mert nem tudták ellátni legénységgel a hajóikat, ezért a koreai flottát utasították támadásra. Ez azonban Cusima mellett vereséget szenvedett és visszafordult.
1281 nyarán a mongolok az egyesített koreai-kínai flottával ismét megszállták Ikit, majd Kiusun több helyen is partraszálltak. Sorozatos összecsapások után, amelyek a kou-ani csata vagy második hakatai csata néven ismertek, a mongol sereget visszaszorították a hajóikra. Ekkor a kamikáze, egy nagyerejű tájfun elpusztította a flotta nagy részét.

## Következmények
Kubilaj kán még egy kísérletet akart tenni Japán elfoglalására 1286-ban, azonban végül felmérte, hogy a vállalkozás meghaladja hadserege erejét, és még a tengerre szállás előtt meggondolta magát. Japánban, számítva az újabb támadásra, az egész országban katonai és gazdasági szükségállapotot vezettek be. Ez a helyzet ürügyet adott a bakufu számára az ország feletti korlátlan hatalom gyakorlására, és a japán császár uralkodói jogkörének korlátozására. Ez az ideiglenes katonai rendszer hosszú évekig állt fenn, amellett hogy közben Kiusu sziget védelmét is rendkívüli módon megerősítették.
Számos mai történész véli úgy, hogy a harcosok száma a valóságban mindkét oldalon jóval kevesebb lehetett, mint amiről a korabeli források szólnak, bár ebben a kérdésben nincs általános egyetértés. Sokan gondolják azt is, hogy a japánok a kamikáze segítsége nélkül is képesek lettek volna visszaverni a mongol támadást.
Kubilaj a Japánban elszenvedett kudarc ellensúlyozására megpróbálkozott déli irányú terjeszkedéssel és 1292-ben sereget küldött Jáva szigetére, az ottani államok meghódítására. A mongolokat ellenben ott is súlyos kudarc érte, legalább akkora, mint a japánokkal szemben elszenvedett vereség.

## Kapcsolódó
A Ghost of Tsushima videojáték az 1274-es mongol invázió idején játszódik, a támadó mongol sereg vezére Kubiláj kitalált unokatestvére, Kotun Kán.